# Kanał (film)
Kanał – polski fabularny film wojenny z 1956 w reżyserii Andrzeja Wajdy, poświęcony powstaniu warszawskiemu. Film, oparty na opowiadaniu Kanał (1956) Jerzego Stefana Stawińskiego i zrealizowany według jego scenariusza, ukazuje jeden z końcowych epizodów powstania na Mokotowie i w Śródmieściu. Akcja filmu skupia się wokół postaci porucznika „Zadry” (Wieńczysław Gliński), który próbuje dokonać ewakuacji swojego oddziału do Śródmieścia podziemnymi kanałami ściekowymi, a także wokół darzących się uczuciem podchorążego „Koraba” (Tadeusz Janczar) oraz łączniczki „Stokrotki” (Teresa Iżewska).
Pierwotnie Kanał na ekrany kin miał przenieść Andrzej Munk. Ten jednak odmówił, argumentując swoją decyzję niemożnością nakręcenia filmu w naturalnych plenerach. Wówczas zadania realizacji Kanału podjął się Wajda, który wspólnie ze swoim asystentem Kazimierzem Kutzem część problematycznych scen (na przykład dziejących się w kanałach) nakręcił w łódzkim atelier. 
Kanał pierwotnie wywołał spore kontrowersje, spotykając się z krytyką za przedstawienie powstańców w tonie antyheroicznym. Jednak gdy dzięki projekcji na 10. MFF w Cannes w 1957 zdobył Nagrodę Specjalną Jury ex aequo z filmem Siódma pieczęć (1957) Ingmara Bergmana, sposób postrzegania filmu Wajdy i Stawińskiego się zmienił. Zwłaszcza po drugiej stronie żelaznej kurtyny Kanał był odczytywany jako dzieło tożsame z filozofią egzystencjalną. Na film Wajdy, współcześnie uznawany za początek polskiej szkoły filmowej, odpowiedział Andrzej Munk filmem Eroica (1957), gdzie przedstawił w odmienny sposób problematykę narodowych mitów bohaterskich.

## Streszczenie fabuły

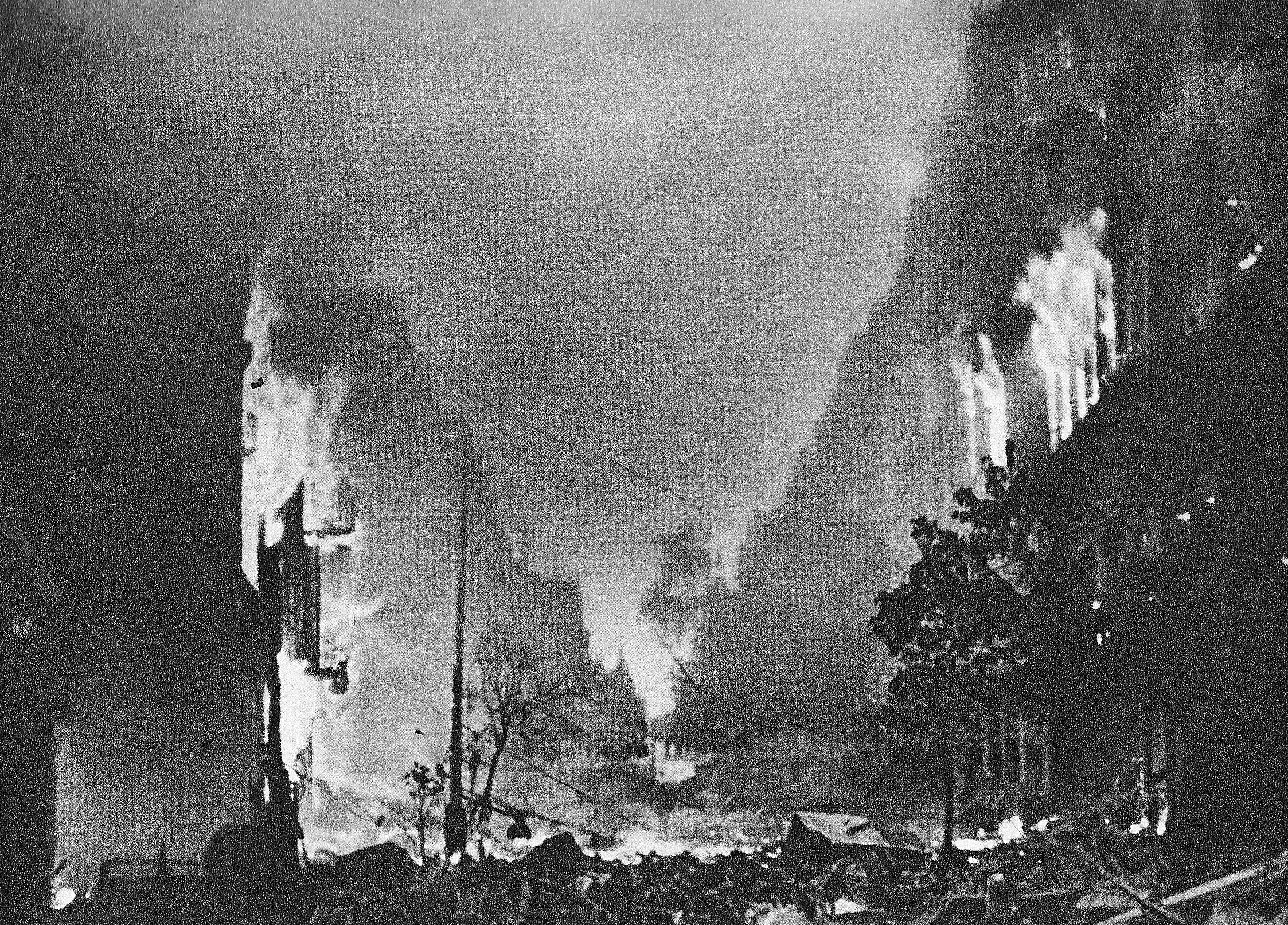
Płonąca ulica Marszałkowska podczas powstania warszawskiego

Akcja filmu oparta jest na autentycznej historii plutonu Armii Krajowej, który w obliczu nieuchronnej klęski powstania warszawskiego próbował ewakuować się z Mokotowa do Śródmieścia podziemnymi kanałami ściekowymi. Film zaczyna się wprowadzeniem ze strony lektora, który sugeruje, że przedstawione na ekranie wydarzenia miały miejsce pod koniec września 1944 roku, podczas 56. dnia powstania.
Przez zrujnowaną Warszawę maszeruje kompania dowodzona przez porucznika „Zadrę”, który jest przekonany o nieuchronnej klęsce powstania, ale nie zamierza uświadamiać o tym swoich podkomendnych. Kompanii w chwili odpoczynku przygrywa na fortepianie we wnętrzu jednego z opuszczonych budynków kompozytor Michał, który przyłączył się dzień wcześniej do oddziału. Powstańcy wymieniają luźne uwagi, flirtują, śmieją się. Podczas jednej z konwersacji młody powstaniec o pseudonimie „Smukły” wdaje się w rozmowę z dziewczyną leżącą na noszach i pyta ją o odniesioną ranę. Dziewczyna bagatelizuje zapytanie, jednak kiedy sanitariusze ją podnoszą, „Smukły” zauważa, że straciła nogę. W tym samym czasie Michał podczas rozmowy telefonicznej ze swoją rodziną dowiaduje się, że powstanie zakończyło się klęską. Pluton dowiaduje się, że ma dwa wyjścia: walczyć z Niemcami do upadłego lub próbować ewakuować się kanałami.
Jeden z powstańców, podchorąży „Korab”, romansuje z łączniczką „Stokrotką”. Scenę miłosną przerywa nagły ostrzał z karabinu maszynowego. Kochankowie uciekają z pomieszczenia, w którym przebywali, po czym wraz z resztą oddziału stawiają czoła atakującemu ich oddziałowi niemieckiemu. W trakcie walk Niemcy próbują zdetonować barykady przy pomocy miny samobieżnej Goliath. „Korabowi” udaje się jednak dobiec do maszyny i odciąć kabel, za pomocą którego mina jest sterowana. W trakcie owego czynu „Korab” zostaje ranny, jednak jeden z powstańców w porę go ratuje.
Następnego dnia „Zadra” otrzymuje rozkaz przedostania się ze swoim oddziałem kanałami do Śródmieścia. Ranny „Korab” zostaje otoczony opieką przez „Stokrotkę”. Pluton dzieli się na trzy grupy: jedną z nich kieruje „Zadra”, drugą tworzą Michał, porucznik „Mądry” – zastępca „Zadry” – oraz zakochana w nim łączniczka „Halinka”, natomiast trzecią formują „Korab” i „Stokrotka”. Zmagając się z brakiem tlenu, odorem rozkładających się zwłok oraz ciągłym zagrożeniem ze strony Niemców, niektórzy powstańcy tracą zmysły. Michał, recytując Boską komedię Dantego Alighieri, zaczyna błąkać się po kanałach z okaryną w dłoniach. „Stokrotka” wraz z „Korabem” docierają do ujścia kanału do Wisły, które jednak okazuje się zakratowane żelaznymi prętami, więc oboje oczekują na śmierć. Gdy „Mądry” wyjawia „Halince”, że ma żonę i dzieci, ta z rozpaczy popełnia samobójstwo, strzelając do siebie. Ostatecznie „Mądry” wychodzi z kanałów tylko po to, żeby trafić wraz z innymi powstańcami w ręce Niemców, którzy rozstrzeliwują schwytanych. 
W tym czasie grupa „Zadry” próbuje wydostać się na powierzchnię przez inny, zaminowany wylot. Próbując zabezpieczyć granat, „Smukły” ginie w wyniku wybuchu, torując jednak drogę pozostałym członkom grupy. Wychodząc z kanałów, „Zadra” przekonuje się, że przy nim jest tylko sierżant „Kula”, który nie zameldował mu o odłączeniu się reszty powstańców od grupy. W porywie gniewu „Zadra” zabija niesubordynowanego podkomendnego i wraca do kanałów, aby odnaleźć pozostałych członków plutonu.

## Obsada
Źródło: FilmPolski.pl

- Tadeusz Janczar – podchorąży Jacek „Korab”
- Teresa Iżewska – łączniczka „Stokrotka”
- Wieńczysław Gliński – porucznik „Zadra”
- Tadeusz Gwiazdowski – sierżant „Kula”
- Stanisław Mikulski – „Smukły”
- Emil Karewicz – porucznik „Mądry”
- Władysław Sheybal – kompozytor Michał „Ogromny”
- Teresa Berezowska – łączniczka „Halinka”
- Zofia Lindorfówna – kobieta szukająca córki
- Maria Kretz – kobieta z urwaną nogą
- Jan Englert – „Zefir”
- Kazimierz Dejunowicz – kapitan „Zabawa”
- Zdzisław Leśniak – „Mały”
- Maciej Maciejewski – porucznik „Gustaw”
- Adam Pawlikowski – Niemiec przy wylocie kanału

## Produkcja

### Tło historyczne

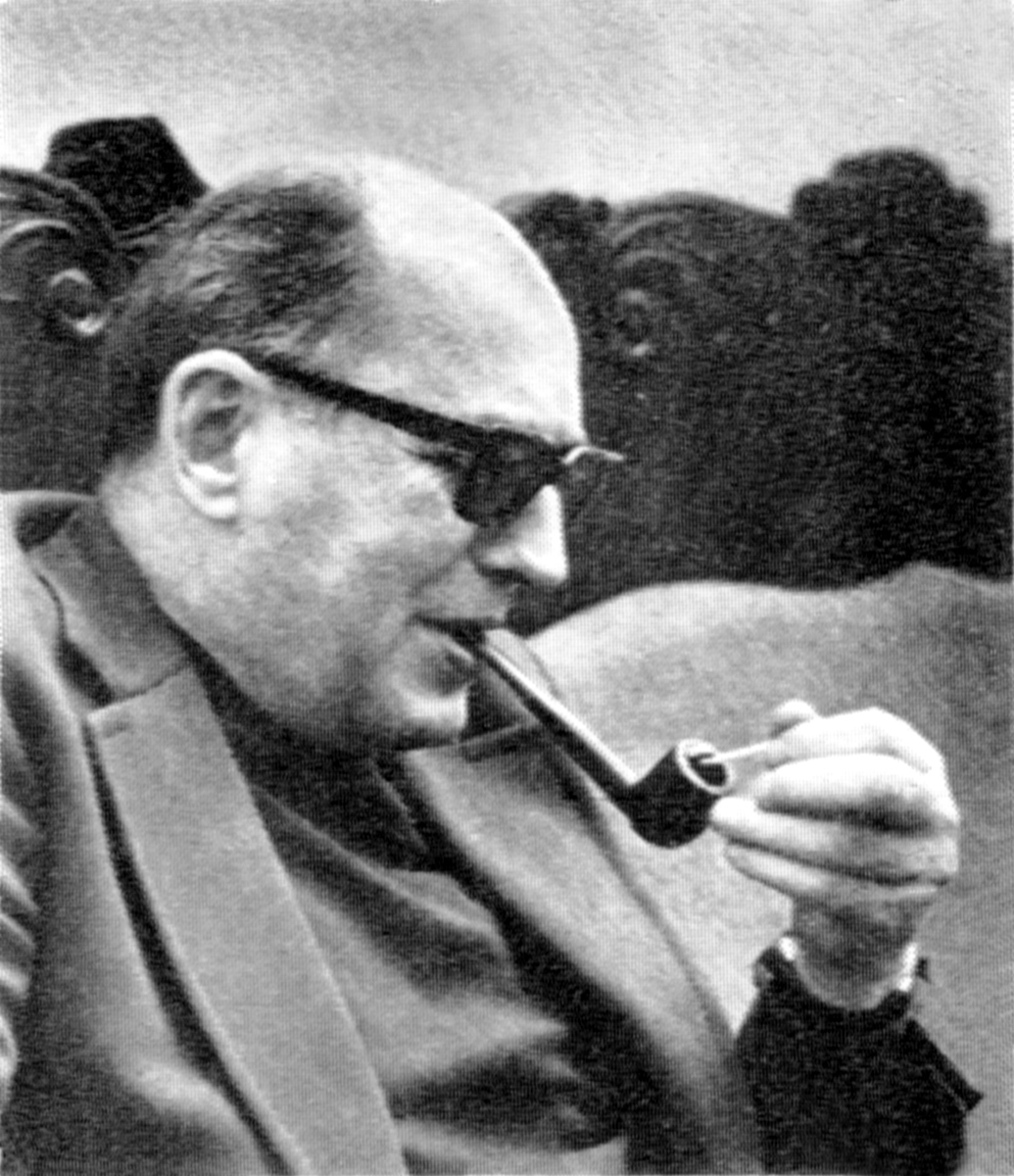
Jerzy Stefan Stawiński (1976)

Po przejęciu władzy w Polsce przez komunistów powstanie warszawskie stało się tematem tabu. Propaganda okresu stalinizmu do momentu odwilży październikowej albo przemilczała fakt wybuchu powstania, albo przedstawiała odpowiedzialną za jego organizację Armię Krajową w negatywnym świetle. Momentem przełomowym w narracji na temat powstańców warszawskich stał się artykuł Jerzego Ambroziewicza, Walerego Namiotkiewicza i Jana Olszewskiego Na spotkanie ludziom z AK, opublikowany w marcu 1956 roku na łamach tygodnika „Po Prostu”. Do dyskusji na temat powstania włączył się również scenarzysta Jerzy Stefan Stawiński, który w tym samym miesiącu opublikował na łamach pisma „Twórczość” autobiograficzne opowiadanie z 1955 roku pod tytułem Kanał. Jak wspominał Stawiński, w swoim opowiadaniu zawarł swój tragiczny epizod z powstania:

[...] jako dowódca kompanii łączności pułku AK „Baszta” w dniu 26 września 1944 roku o godzinie dwudziestej drugiej wprowadziłem siedemdziesięciu ludzi do włazu kanałowego przy ulicy Szustra 6 obok Puławskiej na Mokotowie, a wyszedłem z kanałów o godzinie trzynastej dnia następnego z pięcioma tylko towarzyszami przez właz w Alejach Ujazdowskich u wylotu Wilczej.

### Prace przygotowawcze
Opowiadaniem jeszcze w 1955 roku zainteresował się kierownik nowo utworzonego Zespołu Filmowego „Kadr”, Tadeusz Konwicki. Początkowo Konwicki zaproponował reżyserię dzieła Stawińskiego Andrzejowi Munkowi, który kończył pracę nad filmem Człowiek na torze. Jednak Munk, zszedłszy do kanału na ulicy Wilczej wraz ze swoim operatorem Romualdem Kropatem, uznał realizację filmu we wnętrzu za niemożliwą i porzucił projekt. Wówczas Konwicki, za zgodą Stawińskiego, zaproponował reżyserię Andrzejowi Wajdzie. Najstarsza wersja scenariusza, zatytułowana Ku chwale ojczyzny..., została przedłożona do oceny Komisji Ocen Filmów i Scenariuszy 24 stycznia 1956 roku. Projekt jednak spotkał się z ostrą krytyką, a głównym przeciwnikiem planowanego filmu był ówczesny przewodniczący Centralnego Urzędu Kinematografii Leonard Borkowicz. Powód jego oporu był polityczny: Borkowicz zdawał sobie sprawę, że powstanie było skierowane nie tylko przeciwko niemieckiej okupacji, ale również miało charakter antyradziecki. W stenogramie posiedzenia komisji zawarte jest następujące stwierdzenie Borkowicza: „Musimy się liczyć z tym, że za film, który my wypuszczamy na ekrany, obciążą nas odpowiedzialnością”. Również obradujący w komisji Aleksander Ford oraz Ludwik Starski sprzeciwiali się realizacji projektu.
Po burzliwej dyskusji komisja zdecydowała, że rozpatrzy ponownie scenariusz po dodatkowych konsultacjach. Momentem decydującym o przyspieszeniu ostatecznej decyzji okazała się śmierć I sekretarza KC PZPR Bolesława Bieruta, którego zastąpił Edward Ochab. Nowe kierownictwo po latach stalinizmu próbowało się uwiarygodnić w oczach społeczeństwa, czego wyrazem była stopniowa rehabilitacja formacji akowskiej. Borkowicz w obliczu zmian politycznych zmienił swoje nastawienie do projektu: po dwóch telefonach do Stawińskiego i Wajdy zaprosił obu twórców na rozmowę, która „streszczała się do jednego: «Róbcie!»”. W kwietniu 1956 roku „Kadr” uzyskał pozwolenie na produkcję filmu.

### Realizacja

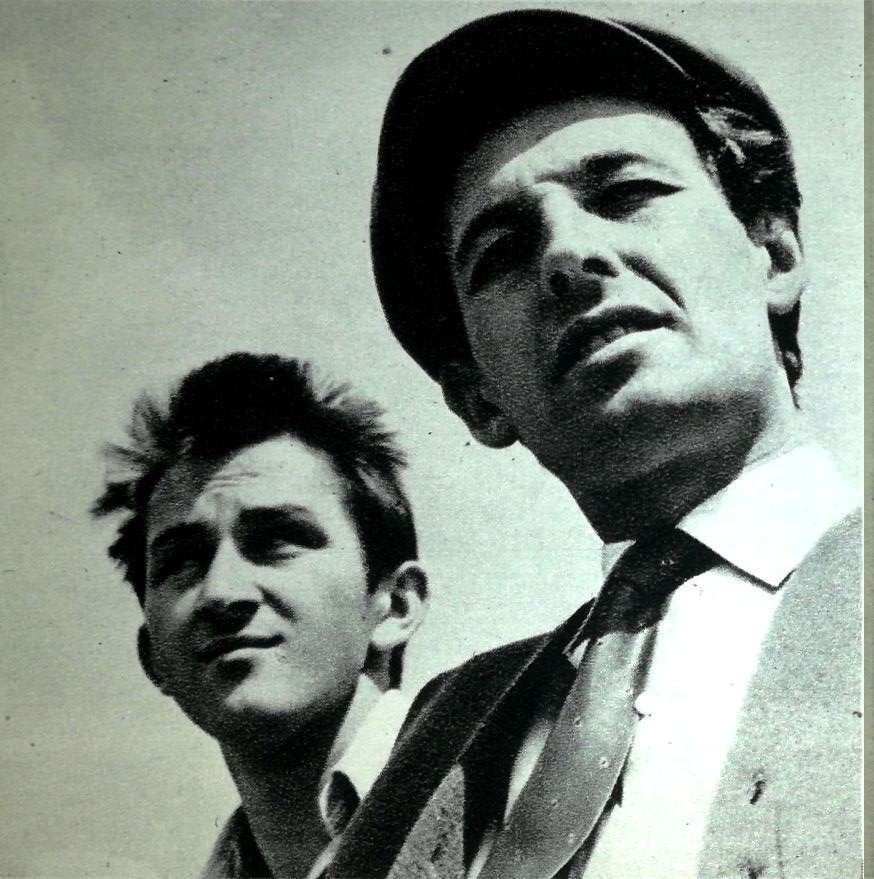
Kazimierz Kutz (z lewej; II reżyser) i Andrzej Wajda (I reżyser) podczas kręcenia filmu Kanał

Do współpracy nad Kanałem Wajda wynajął drugiego reżysera, Kazimierza Kutza, z którym pracował nad Pokoleniem. Asystentem reżysera został Janusz Morgenstern, autorem zdjęć – Jerzy Lipman, a operatorem kamery – przygotowujący się do debiutu operatorskiego Jerzy Wójcik. Ekipę filmową dopełniali scenograf Roman Mann oraz kompozytor Jan Krenz. Obsada podlegała ciągłej zmianie: rolę „Koraba”, którą Wajda przewidział początkowo dla Zbigniewa Cybulskiego, zagrał Tadeusz Janczar; Teresa Iżewska zastąpiła Kalinę Jędrusik w roli „Stokrotki”, natomiast kompozytora odegrał Władysław Sheybal, choć początkowo w tej roli miał wystąpić Gustaw Holoubek.
Najtrudniejszym zadaniem dla Wajdy była rekonstrukcja ruin okupowanej Warszawy. W 1956 roku odnalezienie ruin nadających się na plener było już niełatwym zadaniem (choć część scen faktycznie została zrealizowana na Mokotowie i Powiślu), a kręcenie w kanałach, ze względu na niedoskonałość techniczną sprzętu, sprawiało trudności nie do przezwyciężenia. Dlatego też na potrzeby filmu w studiu w Łodzi wybudowano dekoracje kanałów, które wypełniono wodą i specjalnym szlamem. Poza Warszawą i Łodzią zdjęcia kręcono również w Lubinie na wyspie Wolin, gdzie na potrzeby filmu wykorzystano ruiny cementowni przy ul. Głównej.
Za dekoracje oraz pirotechnikę odpowiadał Kutz, który 600 metrów filmu planował pokazać w ramach pracy dyplomowej przedstawicielom łódzkiej szkoły filmowej. Jak twierdził Kutz po latach, Wajda nie ingerował w tworzenie efektów specjalnych, bo „w ogóle go to nie interesowało”. Z relacji Jerzego Wójcika wynikało, że zespół pracował z „ogromnym poświęceniem” w wyjątkowo ryzykownych warunkach. Podobnie jak w przypadku Pokolenia, ekipa filmowa wzorowała się przy filmowaniu ujęć na neorealizmie włoskim. W trakcie zdjęć Stawiński i Wajda dokonali jeszcze kilku zmian: skondensowali sceny poprzedzające wejście do kanału oraz opatrzyli komentarzem pierwszą scenę filmu.
Pierwotny materiał, liczący 4500 metrów taśmy (około trzech godzin), trafił do Konwickiego, który poddał go znaczącemu skróceniu. Gotowy film obejrzeli w wytwórni opiekunowie artystyczni z łódzkiej szkoły filmowej, Wanda Jakubowska i Stanisław Wohl. Jakubowska, początkowo nieprzychylnie nastawiona do projektu, przeprosiła publicznie Wajdę, mówiąc, iż „to, co zobaczyła, jest wspaniałe”.

## Rozpowszechnianie
W 1980 roku Kanał zaczęto dystrybuować na kasetach VHS. Dystrybutorem filmu (w wersji 80-minutowej) była spółka ABox. Od 2005 roku, nakładem wydawnictwa Best Film, rozpoczęto w Polsce rozpowszechnianie Kanału na płytach DVD. Wersja na DVD trwała 91 minut, zawierała dźwięk Dolby Digital 2.0 i 5.1. 
W maju 2019 roku odrestaurowana cyfrowo wersja Kanału została wyświetlona na Festiwalu Filmowym w Cannes w ramach programu Cannes Classics. W grudniu tego samego roku odnowiony Kanał zaczęto dystrybuować na płytach Blu-ray w ramach serii Polska klasyka. Rekonstrukcja cyfrowa. Dystrybutorem filmu było Studio Filmowe „Kadr”.

## Odbiór

### Recepcja krytyczna
Premiera Kanału odbyła się w Warszawie 20 kwietnia 1957 roku. W następnych miesiącach film przyciągnął do kin wielomilionową widownię (4,2 miliona widzów w pierwszym roku wyświetlania), jednak jego recenzje, przynajmniej na początku, były chłodne. Wysokie oczekiwania, jakie wiązano z filmem podejmującym po raz pierwszy temat powstania warszawskiego, zrazu nie zostały spełnione. Przykładowo, Władysław Bartoszewski na łamach tygodnika „Stolica” zarzucał filmowi, że niezależnie od intencji twórców „setki tysięcy widzów szuka i będzie szukać w Kanale jakiejś skrótowej prawdy o Powstaniu Warszawskim, której w nim nie znajdzie”. Bartoszewski krytykował przede wszystkim nieprawdopodobny rozwój akcji filmu: podział kompanii na grupy po zejściu do kanałów nie był praktykowany podczas powstania, gdyż rażąco zmniejszał szanse przetrwania; końcowa scena z zastrzeleniem sierżanta „Mądrego” przez „Zadrę” nie miała psychologicznego uzasadnienia. Bartoszewski za wiarygodne uznawał jedynie sceny masowe z początku filmu.
Juliusz Kydryński w recenzji dla „Życia Literackiego” krytykował film za rzekome nieuszanowanie pamięci organizatorów powstania, z którego naród „ma prawo być dumny”. Kazimierz Dębnicki z czasopisma „Film” twierdził, iż „cała Warszawa, całe jej powstanie nurza się w smrodzie, w jakimś ścieku historii”. Natomiast Lew Leon Bukowiecki wytykał Wajdzie w „Dzienniku Polskim”, że z „prostych ludzi Warszawy” uczynił „garstkę szaleńców”.
Wśród głosów krytycznych znalazły się jednak wyjątki. Jerzy Płażewski na łamach „Przeglądu Kulturalnego” chwalił Wajdę za to, że ten „nie pokazał Leonidasów, wesoło ucztujących przed heroiczną śmiercią, tylko ludzi oszukanych, zrozpaczonych i przerażonych“. Również Jan Józef Szczepański z „Tygodnika Powszechnego” odnalazł w filmie Wajdy „autentyzm, smak dni powstańczych, [...] ich gorycz, ich krwawą ironię i ich przejmujący patos”. Stanisław Grzelecki, który również odbył podziemną drogę kanałami z Mokotowa do Śródmieścia w czasie powstania, napisał w 1957 roku na łamach „Życia Warszawy”: „na Kanał patrzeć można dwojako: bądź jako na artystyczną, udramatyzowaną relację fragmentu wydarzeń, bądź jako na próbę uogólnienia dramatu ludzi” i stwierdził, że film Wajdy trafnie przedstawił tragiczną sytuację powstańców.
Ocena Kanału w Polsce znacząco zmieniła się dopiero wtedy, gdy Borkowicz zgłosił film do konkursu głównego na 10. MFF w Cannes. Kanał, we Francji wyświetlany pod nazwą Ils aimaient la vie, otrzymał Nagrodę Specjalną Jury ex aequo z Siódmą pieczęcią Ingmara Bergmana, a prasa zachodnioeuropejska przyjęła go z entuzjazmem. Ado Kyrou z pisma „Positif” pisał, iż „Wajda zajmuje miejsce obok Buñuela i Bergmana [...] i jest jedynym Europejczykiem, który ma gwałtowność tonu godną Ziemi bez chleba i Los Olvidados”. Lindsay Anderson na łamach „The Times” głosił, że Wajda „mierzy się z tematem [wojny] z nieodpartej wewnętrznej potrzeby”. Także André Bazin z „Cahiers du cinéma” wypowiadał się pochlebnie na temat filmu, aczkolwiek dostrzegł w nim nieco „konwencjonalny i akademicki” styl opowiadania. Do końca 1958 roku Kanał miał premierę w „24 krajach europejskich, także w ZSRR, Brazylii, Indiach czy Japonii”.
Głosy międzynarodowej krytyki filmowej znacząco wpłynęły na późniejszy odbiór filmu. Marcin Adamczak pisze, że powodzenie Kanału w Cannes zaczęło być wykorzystywane jako „oręż i niepodważalny argument przez krajowych obrońców dzieła Wajdy”, zarówno ze względu na dowód uznania artystycznego, którym była Srebrna Palma, jak i z powodu potencjalnych korzyści prestiżowych dla samego państwa. W numerze czasopisma „Dialog” z początku 1957 roku Elżbieta Fleiszer usprawiedliwiała twórców: „zamierzeniem twórców nie była wypowiedź o politycznej problematyce powstania. [...] Jest szereg prawdziwych, dlatego przerażających, wręcz makabrycznych obrazów. [...] Czy nie dlatego film podoba się bardziej krytyce filmowej, niż publiczności?”. Jakkolwiek pół roku później na łamach tego samego pisma rozgorzała zawzięta dyskusja na temat faktycznych i rzekomych uchybień dramaturgicznych filmu, zamykający ją Andrzej Stawar określił go mianem „bądź co bądź wybitnego dzieła”. 

### Nagrody
Oprócz Nagrody Specjalnej Jury w Cannes Kanał otrzymał również kilka innych wyróżnień. W plebiscycie ogłoszonym przez czasopismo „Film” utwór Wajdy został uhonorowany Złotą Kaczką za rok 1957. Na moskiewskim Światowym Festiwalu Młodzieży i Studentów w 1957 roku Kanał otrzymał Złoty Medal. Wśród innych zaszczytów znalazły się dyplom uznania od jury Międzynarodowego Festiwalu Filmowego w Ibadanie (1961) oraz wyróżnienie Brazylijskiego Związku Krytyków Filmowych na Międzynarodowym Festiwalu Filmowym w Rio de Janeiro (1961).

## Analizy i interpretacje
Kanał powszechnie uznawany jest za drugą odsłonę trylogii wojennej Wajdy, na którą składały się wcześniejsze Pokolenie (1955) oraz późniejszy Popiół i diament (1958). W dziele Wajdy odnajdywano oczywiste nawiązania do Piekła Dantego, ale pojawiały się też interpretacje dowodzące związków filmu z przeżywającym wówczas popularność nurtem egzystencjalistycznym, romantyzmem oraz neorealizmem. Silny wpływ na Wajdę wywarł również ekspresjonizm. Sam reżyser przyznał się do swojej fascynacji kinem Luisa Buñuela, podczas gdy Jean Cocteau, przewodniczący jury w Cannes, porównał film do rycin Okropności wojny Francisco Goi. Alicja Helman doszukała się w Kanale podobieństw stylistycznych do filmu Carola Reeda Trzeci człowiek (1949), w którym znalazła się sekwencja tocząca się w wiedeńskich kanałach.

### Brzydota i surrealizm
W analizach i interpretacjach Kanału zwracano uwagę na odpychający ton filmu. Bohaterowie z oddziału brodzą w brudnej wodzie zanieczyszczonej fekaliami, a zwierzęce instynkty zaczynają brać nad nimi górę. Historyk Piotr Witek sugerował, że film Wajdy operuje skrajnie różną estetyką zależnie od miejsca akcji. O ile „na początku akcja filmu rozgrywa się na powierzchni, na ulicach miasta, tam dominują zdjęcia w konwencji neorealistycznej”, o tyle po zejściu do kanału objawia się prawdziwa groza walk powstańczych:
Wraz z zejściem do kanałów zmienia się stylistyka zdjęć, która symbolizuje ewolucję nastroju. Pod ziemią widzimy świat, który jest odrealniony. Dominuje w nim klaustrofobiczny strach i szaleństwo. Ciemne zdjęcia realizowane w świetle latarek i płomieni zapałek – ukazujące kanał jako labirynt bez wyjścia, w którym błąkają się odrealnione, na wpół żywe postaci, a w ekskrementach pływają ludzkie trupy – przypominają ujęcia wyjęte z horroru.
Matilda Mroz interpretowała sceny podziemne w Kanale przez pryzmat zmysłowej teorii kina, śledząc oddziaływanie ekranowej wizji powstania na widza: 
[Sceny kanałowe] są wręcz obezwładniające, atakując zarówno nasze zmysły, jak i naszą percepcję. Ujęcia z bliska koncentrują się na fakturach błyszczącego śluzu na ścianach kanałów oraz na brudzie, krwi i pocie na ciałach, ubraniach i włosach bohaterów. Klaustrofobiczne uwięzienie w tych scenach sprawia, że niemal czujemy duszne, zatęchłe zapachy kanałów.
Ponury nastrój Kanału dopełniała również warstwa dźwiękowa filmu. Kompozytor Jan Krenz zastosował w Kanale charakterystyczny atonalny motyw muzyczny, grany na altówkach z wibrafonem wybrzmiewającym w tle. Małgorzata Kosińska pisała, że motyw skomponowany przez Krenza „podkreśla tragizm i brak nadziei bohaterów filmu”. W Kanale pojawia się również motyw okaryny, grany przez Adama Pawlikowskiego, jedynego wówczas specjalistę od tego instrumentu w Polsce. Zdaniem Iwony Sowińskiej okaryna, już wcześniej użyta w Pokoleniu Wajdy, sygnalizowała zerwanie z dotychczasową socrealistyczną estetyką polskiej muzyki filmowej.

### Narracja
Marek Hendrykowski zauważył, że Kanał posługuje się eliptyczną strukturą narracyjną. Wyprzedzający właściwą narrację głos zza kadru uprzedza, że z kilkudziesięcioosobowego oddziału nie ocaleje nikt. Jednak narrator wewnętrzny nie wspomina, co się stało z resztą członków oddziału (poza głównymi bohaterami) po ewakuacji, co zdaniem Hendrykowskiego nadaje filmowi uniwersalny ton. Hendrykowski twierdził, że „film Wajdy nie ma jednego bohatera”, a powstańcy reprezentują wielość postaw w obliczu śmiertelnego zagrożenia. Amerykański historyk Don Fredricksen zaproponował jeszcze jedną interpretację Kanału. Według Fredricksena zejście powstańców do kanałów można potraktować jako rodzaj „rytuału przejścia”, z którym Polacy zmierzyli się wraz z początkiem okupacji państwa polskiego przez Niemców. Toteż filmowi powstańcy, działając w „ekstremalnych warunkach” niesprzyjających ich suwerenności, balansują na granicy zarówno jednostkowej, jak i zbiorowej zagłady.

### Tożsamość i polityka
Janina Falkowska stwierdziła, że zarówno we wcześniejszym Pokoleniu, jak i w Kanale Wajda wprowadził do swojej twórczości wątki odpowiedzialności, walki o wolność i honor, w obu przypadkach istotnych dla narodowej tożsamości. Nie brakowało w analizach również wątków politycznych: zakratowane wyjście z widokiem na drugą stronę Wisły sugerowało w powszechnej opinii bierność radzieckich wojsk, które zatrzymały się na prawobrzeżnej Warszawie i nie wspomogły polskich powstańców. Witek dopowiadał, że w Kanale zawarte jest napięcie pomiędzy afirmacją (przyswojeniem) a kontestacją (odrzuceniem) romantycznej wizji historii pokutującej dotychczas wśród Polaków:
Kiedy Kanał postrzegamy jako obraz martyrologii i heroizmu polskiego społeczeństwa, wówczas jawi się on jako afirmacja romantycznej wizji historii. Kiedy film Wajdy postrzegamy jako krytyczną refleksję nad bezowocnym bohaterstwem, wówczas Kanał jawi się jako kontestacja romantycznej wykładni historii. Tym samym film Wajdy będąc pomnikiem chwały heroicznej, ale nędznej, śmierci bohaterów spełniających do końca swój romantyczny obowiązek wobec ojczyzny, jest jednocześnie autorefleksyjnym namysłem nad przeszłością.
Witek, dla przykładu, przytacza rozmowę między „Zadrą” a „Mądrym”, w której zderzają się dwie różne wizje polskości. „Zadra” reprezentowałby pełną goryczy refleksję skierowaną przeciwko romantycznej wizji powstania, podczas gdy „Mądry” uosabiałby wierność tejże wizji:
Zadra: Z pistoletami i granatami na czołgi i samoloty. Kiedy my zmądrzejemy.

Mądry: Rozkaz to rozkaz. Nie masz co filozofować.

## Znaczenie

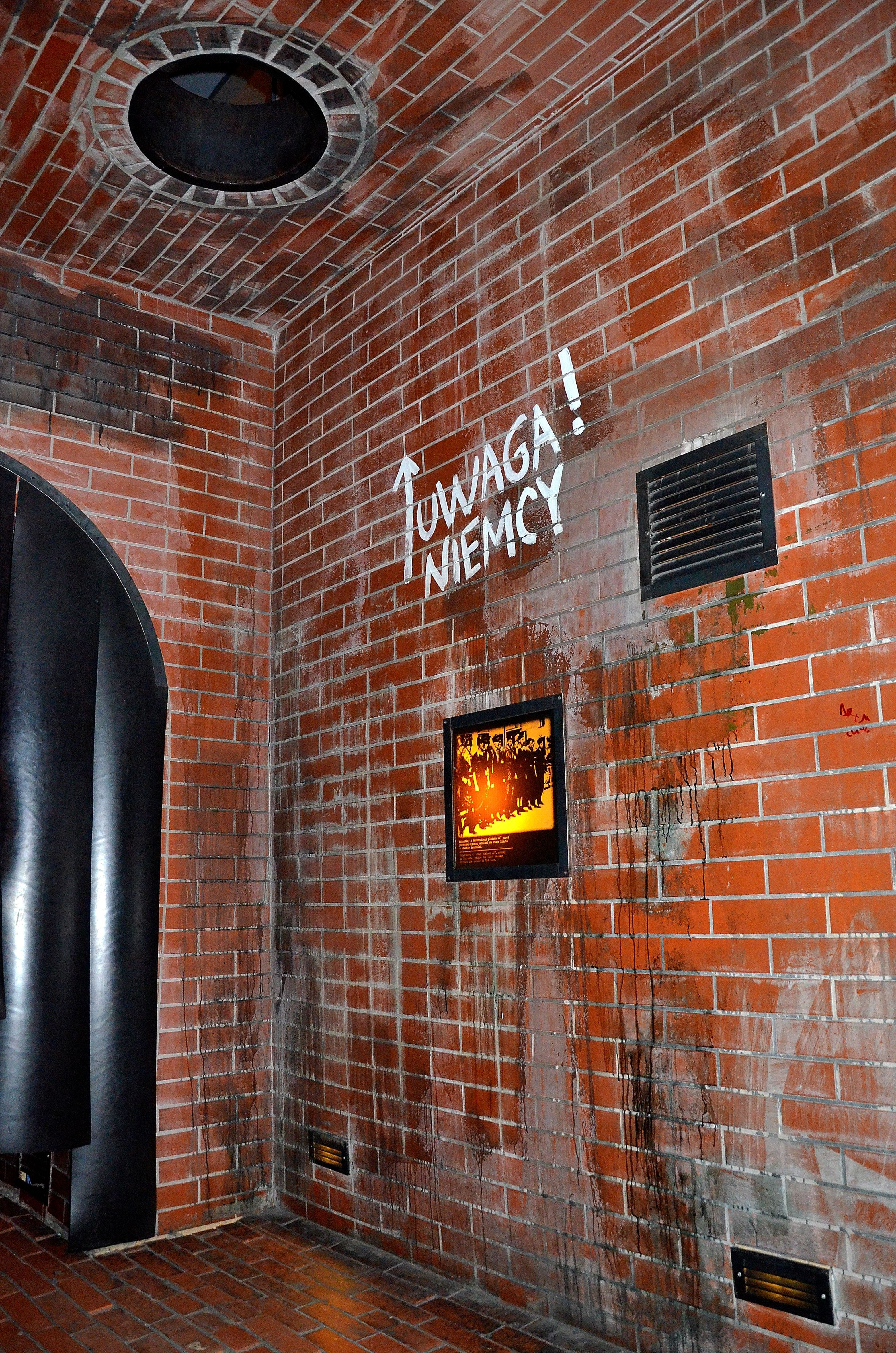
Fragment repliki warszawskiego kanału, wykorzystywanego w 1944 przez powstańców, w Muzeum Powstania Warszawskiego

Kanał okazał się filmem przełomowym dla polskiej kinematografii. Z jego „gorzką refleksją o przeszłości kojarzą się narodziny «szkoły polskiej»”, która zwróciła uwagę międzynarodowej widowni na filmy produkowane za żelazną kurtyną. Małgorzata Hendrykowska stwierdziła, iż Kanał oraz następujące po nim filmy szkoły polskiej „jako wydarzenia kulturalne o wysokiej randze społecznej zdobyły pozycję równą literaturze”. Film Wajdy zainicjował krytyczne spojrzenie na heroiczne mity powstańcze, które pogłębił Andrzej Munk w filmie Eroica (1957), uznanym przez krytyków za polemikę Munka – „racjonalisty” z Wajdą – „romantykiem”. Jak zauważył Marek Haltof, w przeciwieństwie do Eroiki, której bohaterowie odznaczają się zdroworozsądkowym postępowaniem, w Kanale powstańców cechuje „rozdarcie między poczuciem obowiązku wobec narodu a ich szczęściem osobistym”. Jakkolwiek po latach Kazimierz Kutz zarzekał się, że to on odpowiadał za „co najmniej połowę” zdjęć do Kanału, to właśnie za sprawą tego utworu Wajda dotarł do międzynarodowej publiczności, umacniając później swoją pozycję reżysera filmem Popiół i diament.
Zarazem jednak film Wajdy oddziałał na późniejsze pokolenia widzów. Grażyna Szelągowska pisze, iż Kanał przyczynił się do narodzin nowego mitu warszawskiego, związanego z przeszłością powstańczą miasta oraz straceńczą ofiarą warszawiaków. Badanie przeprowadzone w 2003 roku przez Bartłomieja Biskupa wykazało, iż 59,8% respondentów w różnym wieku wskazało Kanał jako pierwsze dzieło artystyczne, które kojarzyło im się z powstaniem.
Kanał wywarł znaczący wpływ na poetykę późniejszych fabularnych filmów powstańczych. Tematykę powstania warszawskiego w tragicznej tonacji powielały filmy W pogoni za Adamem (1970) Jerzego Zarzyckiego, serial Kolumbowie (1970) i film Godzina „W” (1979) Janusza Morgensterna, Droga daleka przed nami (1979) Władysława Ślesickiego, Urodziny młodego warszawiaka (1980) Czesława i Ewy Petelskich, Dzień Wisły (1984) Tadeusza Kijańskiego, Taniec śmierci. Sceny z Powstania Warszawskiego (2013) Leszka Wosiewicza, Sierpniowe niebo. 63 dni chwały (2013) Ireneusza Dobrowolskiego. Za najwartościowszą polemikę z Kanałem Wajdy – oprócz Eroiki – uchodzi jednak postmodernistyczne Miasto 44 (2014) Jana Komasy, w którym, zdaniem Zuzanny Lewandowskiej, powstańczy bój został przedstawiony jako „mariaż apokaliptycznej wizji z deformującymi świat przedstawiony psychodelicznymi fantasmagoriami i baśniowymi iluzjami”.